# جيوفاني ميرا
جيوفاني ميرا (بالإسبانية: Giovanni Trulles de Myra)‏ هو رئيس أساقفة إسباني، ولد في القرن السادس عشر في برشلونة في إسبانيا، وتوفي في 3 ديسمبر 1600 في ماتيرا في إيطاليا.